# Đức An (xã)
Đức An là thị trấn huyện lỵ của huyện Đắk Song, tỉnh Đắk Nông, Việt Nam.

## Địa lý
Thị trấn Đức An nằm ở trung tâm huyện Đắk Song, có vị trí địa lý:
- Phía đông giáp các xã Nam Bình và Nâm N'Jang
- Phía tây giáp các xã Nam Bình và Đắk N'Drung
- Phía nam giáp xã Nâm N'Jang
- Phía bắc giáp xã Nam Bình.

Thị trấn có diện tích 12,93 km², dân số năm 2007 là 4.323 người, mật độ dân số đạt 334 người/km².
Thị trấn Đức An nằm dọc theo quốc lộ 14, cách thành phố Gia Nghĩa 36 km về phía bắc và cách thành phố Buôn Ma Thuột 86 km về phía tây nam.

## Hành chính
Thị trấn Đức An được chia thành 6 tổ dân phố: 1, 2, 3, 4, 6, 8.

## Lịch sử
Thị trấn Đức An được thành lập vào ngày 18 tháng 10 năm 2007 trên cơ sở điều chỉnh 768 ha diện tích tự nhiên và 3.180 người của xã Đắk Song, 525 ha diện tích tự nhiên và 1.143 người của xã Nâm N'Jang.
Sau khi thành lập, thị trấn có 1.293 ha diện tích tự nhiên và 4.323 người.
Ngày 30 tháng 9 năm 2019, Hội đồng Nhân dân tỉnh Đắk Nông ban hành Nghị quyết 24/NQ-HĐND về việc:
- Sáp nhập một phần của hai TDP 4 và 5 vào TDP 3
- Sáp nhập phần còn lại TDP 5 vào phần còn lại TDP 4
- Sáp nhập TDP 7 vào TDP 6 để thành lập TDP 6.